# Зубков, Андрей Михайлович
Андрей Михайлович Зубков (30 декабря 1946, Москва — 6 августа 2025) — советский и российский учёный-математик.

## Биография
Окончил среднюю школу № 444 в Москве (1965), школьником занимался в математических кружках на механико-математическом факультете МГУ, завоёвывал призовые места на Московских математических олимпиадах, в 1965 году — на VII Международной математической олимпиаде в Берлине.
Окончил механико-математический факультет МГУ (по кафедре теории вероятностей) в 1970 году. Научный руководитель дипломного проекта — А. Д. Соловьев.
С 1970 года работал в Математическом институте имени В. А. Стеклова (МИАН). Как соискатель (без обучения в аспирантуре) в 1972 году защитил кандидатскую диссертацию «Условия вырождения модифицированных ветвящихся процессов», научный руководитель — Б. А. Севастьянов.
Доктор физико-математических наук (1982), тема диссертации «Аппроксимации зависимых случайных величин независимыми и их применения».
В 1994 году возглавил Отдел дискретной математики МИАН.
С 1995 года преподавал на механико-математическом факультете (по совместительству), читал курсы теории вероятностей, теории случайных процессов, дополнительных глав теории вероятностей, вёл спецсеминар по дискретным задачам теории вероятностей; С 2005 года заведующий кафедрой математической статистики и случайных процессов.
Подготовил 5 кандидатов наук.
Автор и соавтор более чем 100 научных статей. Член редакционных коллегий журналов «Теория вероятностей и её применения», «Дискретная математика», «Математические вопросы криптографии».
Умер 6 августа 2025 года в возрасте 78 лет после тяжёлой болезни.

## Область научных интересов
- ветвящиеся процессы;
- предельные теоремы для распределений сумм случайных величин;
- вероятностно-комбинаторные задачи;
- цепи Маркова;
- неравенства и экстремальные задачи для вероятностных распределений;
- свойства случайных последовательностей дискретных случайных величин (в частности, связанными со схемами размещений частиц по ячейкам, анализом датчиков случайных чисел);
- анализ вероятностных алгоритмов;
- методы точного вычисления распределений статистик.

## Награды и звания
- 1991 — орден Почёта (СССР).
- 1991 — избран действительным членом Академии криптографии Российской Федерации.
- 2004 — медаль ордена «За заслуги перед Отечеством» II степени.